# 南エチオピア州
南エチオピア州（みなみエチオピアしゅう、アムハラ語: የደቡብ ኢትዮጵያ ክልል）は、エチオピア南部の州。南エチオピア民族州（የደቡብ ኢትዮጵያ ሕዝቦች ክልል）、南部エチオピア州とも表記される。北から時計回りに、中部エチオピア州、シダマ州、オロミア州、ケニア、南スーダン、南西エチオピア諸民族州と接する。ゲデオ県はシダマ州とオロミア州に囲まれた飛び地となっている。
行政機能は主要都市に分散される予定で、候補にはソド（ウォライタ・ソドとも）、アルバ・ミンチ（州創設に関する会議が開催された）、ディラ、ジンカ、サウラ、コンソが挙げられている。SNS上ではソドを州都とする未確認の文章が出回り、ガモ県とアルバ・ミンチでは抗議活動が行われた。
住民投票を経て、2023年8月19日に旧南部諸民族州から分離・成立した。面積は44,654平方キロメートル、人口は約760万人（2023年6月推計）。

## 歴史

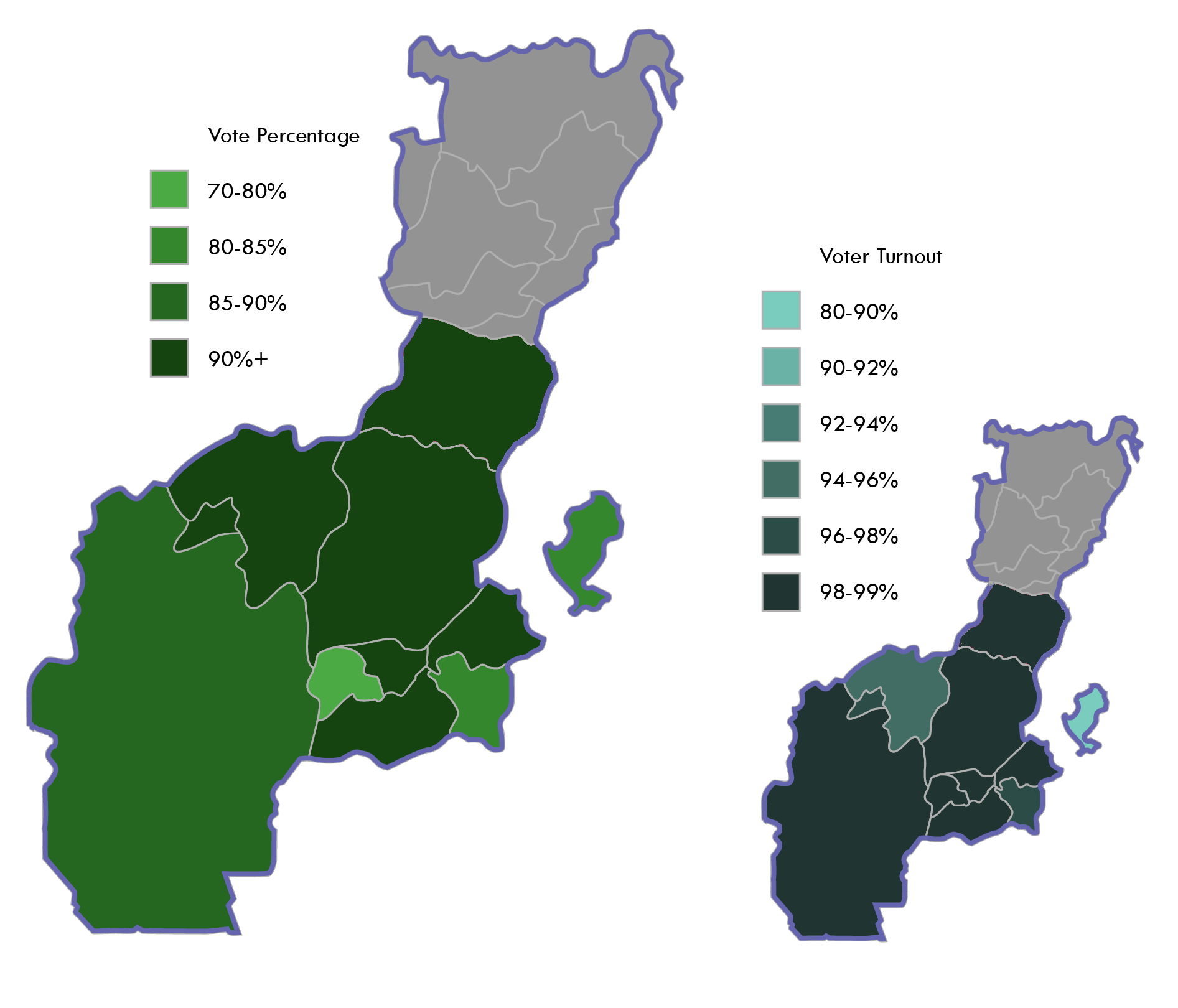
県別の住民投票の結果を表した地図

2020年、南部諸民族州の4分割が決定された。南部地域の新州は、オロモ語系住民が多数居住していることから当初は「ダモ州」「ダモ/オモロ州」といった州名が提案された。多数派を占めるワライタ人（ウォライタ人）、ガモ人の活動家の中には単一民族から成る「ウォライタ州」「ガモ州」の創設を求める者もおり、ウォライタ県選出の議員ら38人は自分たちの要求が反映されていないとして分割会議を途中で退場している。だが2019年の調査によれば多くの住民は民族性に基づく小さな州ではなく、諸民族が団結した大きな州を望んでいるとされた。
2023年2月6日、南エチオピア州を構成する予定のコンソ県、南オモ県、ガモ県、ゲデオ県、ゴファ県、ウォライタ県、ブルジ特別郡、バスケト特別郡、アレ特別郡、アマロ特別郡、ディラシェ特別郡で南エチオピア州創設の是非を問う住民投票が実施された。2月20日に発表された暫定結果では5県5特別郡で賛成票が多数となったが、ウォライタ県は「重大な運営違反と見做される活動」が行われたとして発表が見送られた。6月19日にウォライタ県で再び住民投票が実施され、結果は賛成が圧倒的多数となった。
7月5日、連邦議会下院が新州創設を全会一致で承認した。8月6日、南部諸民族州議会から南エチオピア州へ権限が移譲された。8月19日、初代州知事にTilahun Kebede、初代州議会議長にTsehay Worasaが就任し、南エチオピア州が発足した。

## 行政区画
12県から成る。南エチオピア州創設時に南オモ県（デブブ・オモ県）は南北に分割され、5つの特別郡は同時に県へ格上げされた。
1. アレ県（フランス語版）（Alle） - 元特別郡
2. アマロ県（英語版）（Amaro） - 元特別郡
3. バスケト県（英語版）（Basketo） - 元特別郡
4. ブルジ県（英語版）（Burji） - 元特別郡
5. ディラシェ県（Derashe） - 元特別郡
6. ガモ県（英語版） （Gamo）
7. ゲデオ県（Gedeo）
8. ゴファ県（英語版）（Gofa）
9. コンソ県（英語版）（Konso）
10. ウォライタ県
11. （旧南オモ県北部を領域とする県、中心はジンカ（英語版））
12. （旧南オモ県南部を領域とする県、中心はトゥルミ（英語版））

## 民族
2007年国勢調査によると過半数を占める民族はおらず、多民族色の強い州となっている。
- ウォライタン人（英語版） - 28.9%
- ガモ人 - 20.2%
- ゲデオ人 - 14.2%
- ゴファ人（英語版） - 6.9%
- アーリ人（英語版） - 5.4%
- コンソ人（英語版） - 4.2%

その他にアレ人（Debase/Gewadaとも）、ゲデオ人、コーレ人、マーレ人（Malieとも）、バスケト人、ブルジ人、アムハラ人、オロモ人などが暮らしている。

## 宗教
2007年国勢調査によるとキリスト教を信仰する住民が8割を占め、次いでアニミズムが1割ほどとなっている。アニミズムの多い旧南オモ県を除くほぼすべての県でプロテスタントが過半数を占めている。
- プロテスタント - 60.1%
- 正教会 - 21.5%
- カトリック - 2.1%
- アニミズム - 12.6%
- イスラム教 - 1.3%